# 莫卢瓦
莫卢瓦（法語：Moloy，法語發音：[mɔlwa]）是法国科多尔省的一个市镇，位于该省北部偏东，属于第戎区。

## 地理
莫卢瓦（47°32'24"N, 4°55'57"E）面积19.23 平方千米，位于法国勃艮第-弗朗什-孔泰大區科多尔省，该省份为法国中东部省份，北起奥布省，西接涅夫勒省和约讷省，南至索恩-卢瓦尔省，东南接汝拉省，东临上索恩省，东北部与上马恩省接壤。
与莫卢瓦接壤的市镇（或旧市镇、城区）包括：萨利沃、库尔蒂夫龙、弗雷努瓦。
莫卢瓦的时区为UTC+01:00、UTC+02:00（夏令时）。

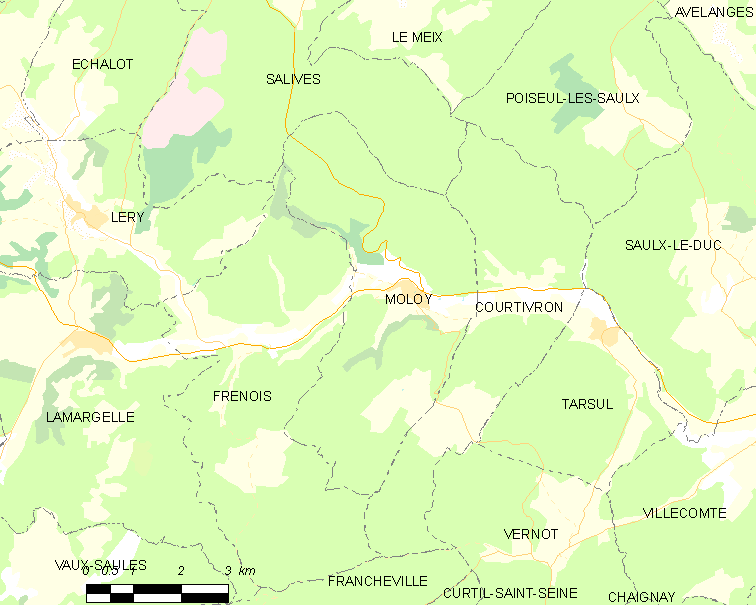
莫卢瓦的OSM定位图

## 行政
莫卢瓦的邮政编码为21120，INSEE市镇编码为21421。

## 政治
莫卢瓦所属的省级选区为蒂耶河畔伊斯县。

## 交通
科多尔省省道D901线和D996线在境内交汇。

## 人口

1962-2008年间莫卢瓦人口变化图示

莫卢瓦于2022年1月1日时的人口数量为235人。